# Mieżgorje
Mieżgorje (ros. Межгорье) – miasto zamknięte w Rosji, w Baszkortostanie, w pobliżu góry Jamantau. Dawny łagier i garnizon wojskowy. W 1988 roku urodziła się w nim Olga Wiłuchina, rosyjska biathlonistka.

## Sytuacja prawna

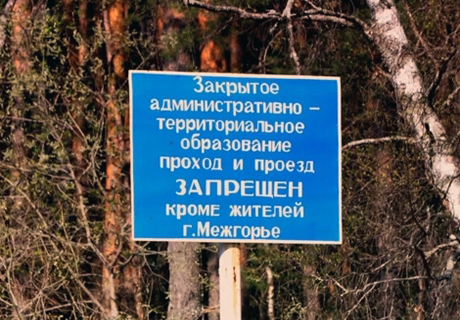
Tablica informująca o zakazie wstępu z wyjątkiem mieszkańców.

W 1995 roku Mieżgorje roku uzyskało prawa miejskie, od tego samego roku ma status miasta zamkniętego. Wjazd wymaga przepustki, na niektórych terenach mogą przebywać wyłącznie mieszkańcy.
Do rejonu objętego przepisami prawa o miastach zamkniętych została włączona również wieś Tałty (ros. Татлы), oddalona o 20 km, połączona z Mieżgorje drogą dojazdową. Łączny obszar objęty restrykcjami miasta zamkniętego wynosi 220 km² (jest znacznie większy niż powierzchnia samego Mieżgorje).
Przyczyny, dla których miasto ma charakter zamknięty nie są jawne, podobnie jak samo jego przeznaczenie.

## Lokalizacja i klimat

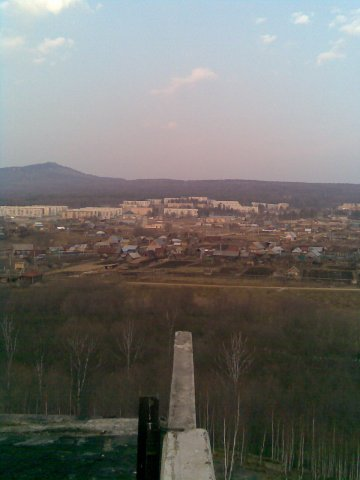
Widok na Mieżgorje ze wsi Tałty.

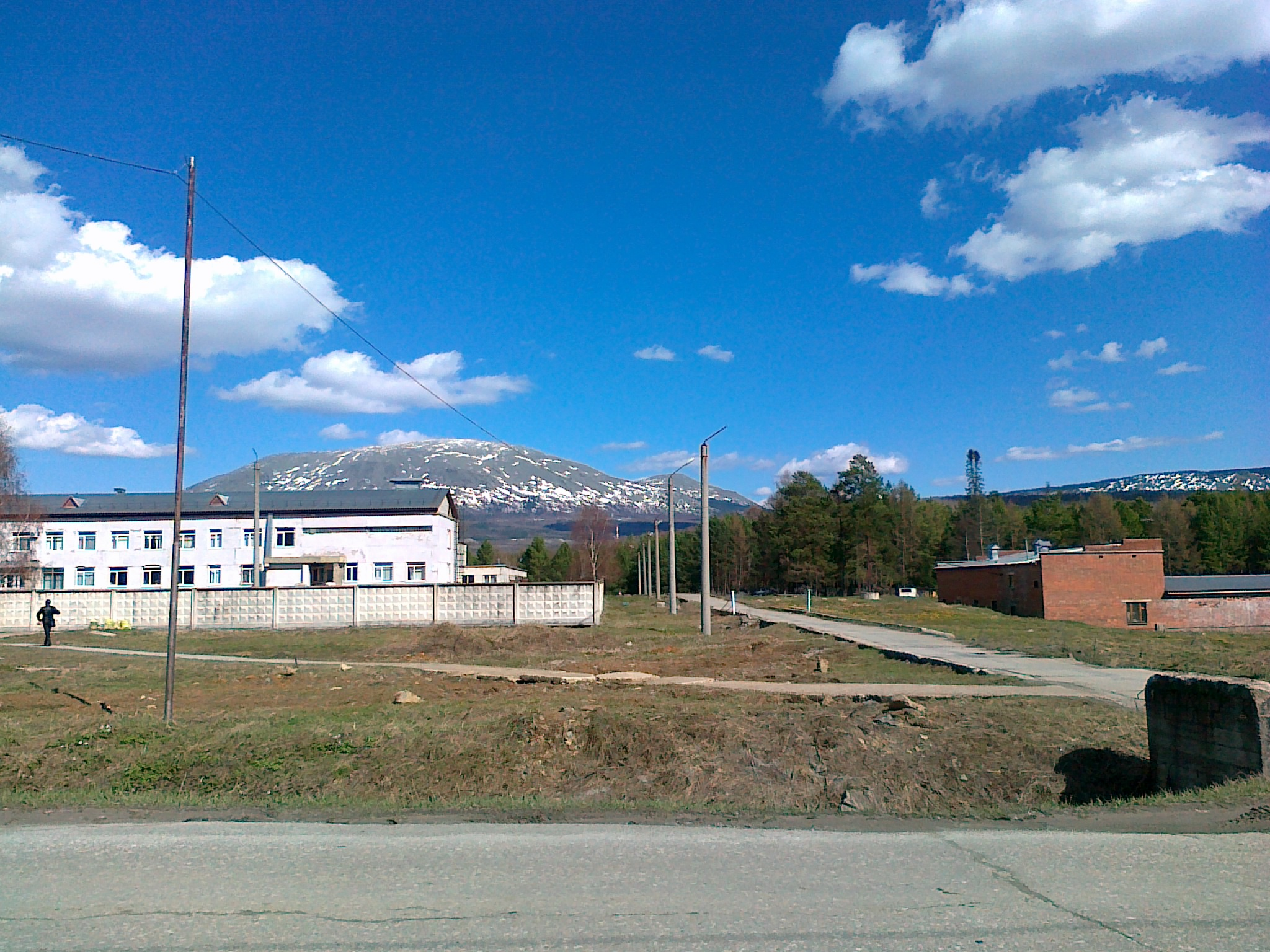
Widok z Mieżgorje na górę Jamantau.

Mieżgorje leży na Południowym Uralu, na terenie Rezerwatu Przyrody „Południowy Ural”, 140 km w linii prostej na południowy wschód od miasta Ufa, stolicy Republika Baszkortostanu i 40 km na północny zachód od Biełoriecka, ośrodka administracyjnego rejonu biełorieckiego. Niedaleko miasta przepływa rzeka Mały Inzer. Ok. pięciu kilometrów od Mieżgorje znajduje się góra Jamantau.
Najbliższa wieś Bargadułowo, leży około 10 km w linii prostej, ale nie ma połączenia drogą dojazdową. Najbliższa droga międzymiastowa R316 znajduje się w odległości około 20 km w linii prostej i można się do niej dostać przez wieś Tałty.
Mieżgorje leży na terenach o klimacie kontynentalnym. Średnia temperatura w styczniu wynosi -14,2 °C. Średnia temperatura w lipcu +19,5 °C.

## Nazwa
Mieżgorje zlokalizowane jest na płaskim terenie pomiędzy wzniesieniami Południowego Uralu. Nazwa miasta pochodzi od rosyjskich słów „pomiędzy górami”. Została nadana w 1995 roku.
Od 1979 roku miejscowość nosiła nazwę Kuzjelga (ros. Кузъелга) lub osiedle Słoneczne (ros. поселок Солнечный). W dokumentacji można znaleźć również określenia Biełorieck-16 lub Biełorieck-15, które odnoszą się do pobliskiego miasta Biełorecka i dawnego garnizonu oraz Ufa-105 nawiązującą do stolicy republiki.

## Historia
Pierwsze wzmianki o osadzie robotniczej w miejscu dzisiejszego Mieżgorje pochodzą z XIX wieku. Jej mieszkańcy zajmowali się produkcją węgla drzewnego.
W latach trzydziestych XX wieku do osady sprowadzono więźniów politycznych i utworzono w niej łagier.
9 czerwca 1978 roku Komitet Centralny KPZR i Rada Ministrów ZSRR przyjęły Uchwałę nr 487-152 w sprawie utworzenia Rezerwatu Przyrody „Południowy Ural”.
Rok później sprowadzono budowniczych i górników, którzy rozpoczęli budowę kluczowych obiektów dla przyszłego miasta.
W 1979 roku utworzono tu garnizon znany jako Biełorieck-16 lub Biełorieck-15. Powyższy rok uważa się za datę założenia miasta.
W latach dziewięćdziesiątych XX wieku w prasie pojawiły się informacje o budowie bunkra w okolicy góry Jamantau.
W 1992 roku Midchat Szakirow poinformował, że powstaje tu schron dla najwyższych urzędników państwowych na wypadek zagrożenia wojennego. W 1996 roku L. Cirkunow, kierownik budowy obiektu, zdementował oświadczenie Szakirowa, wyjaśniając że w okolicy góry i miasta Mieżgorje budowany jest schron do przechowania żywności oraz odzieży dla rezerw państwowych. Na temat przeznaczenia obiektu pojawiały się sprzeczne informacje. Dziennikarzom nie udało się ustalić stanu faktycznego, gdyż od 1995 roku Mieżgorje było już miastem zamkniętym. W kwietniu 1996 roku sprawę opisano na łamach gazety New York Times.
Na temat budowy w okolicy Mieżgorje pojawiły się liczne spekulacje, między innymi związane z bronią masowego rażenia lub tajną bazą wojskową. Igor Siergiejew, który od 1997 roku pełnił funkcję ministra obrony Federacji Rosyjskiej zaprzeczył, aby miała ona związek z rozmieszczeniem broni jądrowej.
W kwietniu 2007 roku na terenie Mieżgorje zawalił się budynek, w wyniku czego zginęło czterech robotników.
Miasto corocznie otrzymuje dotacje z budżetu państwowego Federacji Rosyjskiej. W 2000 roku wynosiły one łącznie 145 625 000 rubli w 2010 roku 171 650 000 rubli (ok. 7,4 mln zł).
W kwietniu 2017 Rustem Mardanow, premier Republiki Baszkortostanu poinformował, że budowa obiektu, rozpoczęta jeszcze w czasach Związku Radzieckiego, nie została ukończona. W związku z tym władze rozważają dwa scenariusze: jej ukończenie za pomocą funduszy państwowych lub (o ile nie będzie to możliwe) zniesienie statusu miasta zamkniętego Mieżgorje, dzięki czemu będzie można prowadzić tu inwestycje oraz korzystać z zewnętrznych podmiotów.

## Demografia
W ciągu ostatniej dekady w mieście gwałtownie wzrosło bezrobocie.
Liczba mieszkańców zmniejszyła się od 17 400 osób w 2011 roku do 15 603 w 2019 roku i 14 493 w 2020 roku.
51,6% mieszkańców stanowią Rosjanie, 24% Baszkirzy, 6,9% Tatarzy, pozostali to przedstawiciele innych narodowości.